# Professor Mamlock (1961)
Professor Mamlock ist eine deutsche Literaturverfilmung der DEFA von Konrad Wolf aus dem Jahr 1961. Sie beruht auf dem gleichnamigen Theaterstück von Friedrich Wolf, dem Vater des Regisseurs.

## Handlung
Der jüdische Professor Hans Mamlock, Leiter der Chirurgischen Klinik in einer deutschen Universitätsstadt, feiert mit Familie und Freunden 1932 Silvester. Seine Gäste sind Zeitungsverleger Dr. Werner Seidel, Bankdirektor Schneider und Oberarzt Dr. Fritz Carlsen, mit dem Mamlock im Ersten Weltkrieg an der Front kämpfte und der nun unter Mamlock in der Klinik arbeitet. Mamlocks Frau Ellen und die gemeinsame Tochter Ruth sind ebenfalls anwesend, nur Sohn Rolf fehlt. Der überzeugte Kommunist gerät in eine Schlägerei mit Faschisten, wobei einer seiner Freunde mit einem Messer niedergestochen und in Mamlocks Krankenhaus eingeliefert wird. Rolf kommt mit kleineren Verletzungen zu Hause an, soll sie auf Anweisung des Vaters vor der Mutter verstecken und am Fest teilhaben. Dr. Inge Ruoff erscheint, um Rolf von der Einlieferung eines seiner Freunde und Mamlock von der Notwendigkeit einer Operation zu berichten. Zum Fest gibt der „rote“ Rolf der „braunen“ Inge einen Freundschaftskuss. Inge zählt neben Dr. Hellpach zu den überzeugten Nationalsozialisten der Klinik.
Rolfs Freund weiß, dass ihn seine Krankenakte mit dem Vermerk einer aus politischen Gründen zugezogenen Verletzung ins Gefängnis bringen kann. Auch der jüdische Pfleger Simon und Dr. Carlsen äußern daher Bedenken und Mamlock schreibt als Verletzungsgrund schließlich „Silvesterunfall“ in die Akte. Dies sorgt unter anderem bei Dr. Hellpach für Irritationen. Mamlock wiederum macht deutlich, dass sein Handeln nicht bedeutet, dass er nicht die Rechte und Gesetze des Landes einhalte. Er will sich nicht politisch engagieren. Auch in seiner Klinik will Mamlock zukünftig nur noch Ärzte und Kranke sehen und verbietet politische Diskussionen.
Adolf Hitler wird zum Reichskanzler ernannt, wenig später brennt der Reichstag und die Kommunisten werden dafür verantwortlich gemacht. Ruth nennt die Täter vor ihrem Bruder Rolf „deine Leute“. Sie sieht sich wie der Vater als intellektuell und damit außerhalb der politischen Diskussion. Mamlock wiederum will, dass sich Rolf nicht mehr politisch engagiert, und stellt ihn vor die Entscheidung Familie oder Kommunisten. Daraufhin verlässt Rolf die Familienvilla. Von Verleger Seidel wird Mamlock gewarnt, dass Politische und Juden verhaftet werden. Er rät Mamlock, für einige Zeit unterzutauchen, doch der lehnt ab. Wenig später wird ihm die Arbeit in der Klinik untersagt. Mamlock erhofft sich Unterstützung durch Bankier Schneider, der sich für Mamlock einsetzt. Er rät ihm jedoch auch zu Besonnenheit, sei in einigen Wochen die Aufregung doch vorbei und alles werde wie früher. Zur Untätigkeit gezwungen, verbringt Mamlock die nächsten Wochen zu Hause. Das Ermächtigungsgesetz tritt in Kraft, Anfang April wird Juden die Mitarbeit in öffentlichen Institutionen untersagt. Der neue kommissarische Leiter der Klinik wird der SA-Mann Dr. Hellpach. Er stellt den Klinikzustand unter Mamlocks Leitung als katastrophal dar und entlässt alle jüdischen Ärzte, darunter auch Dr. Hirsch und Professor Mamlock. Hirsch will Deutschland verlassen, was Mamlock als Feigheit ansieht. Als seine Tochter Ruth mit aufgezeichnetem Davidstern an der Kleidung aus der Schule kommt und verstört berichtet, dass sie von ihren Mitschülern gehetzt wurde, bezichtigt Mamlock sie der Lüge und will mit ihr zur Schule gehen. Auch ihre Weigerung ist in seinen Augen Feigheit.
Gegen Mamlock werden Zeitungsartikel verfasst, und Werner Seidel will, aus Angst um seine Existenz, keine Gegendarstellung drucken lassen. Die Kommunisten hingegen verteilen Flugblätter, auf denen Mamlocks Name reingewaschen wird. Mamlock selbst begibt sich in Arztkleidung in seine Klinik und wird auf Betreiben Dr. Hellpachs verhaftet. Mit dem Wort „Jude“ auf seinem weißen Arztkittel wird Mamlock von SA-Männern durch die Straßen und eine Karnevalsfeier zu seinem Haus gebracht. Hier stellt sich Ruth vor ihren Vater. Im Hause Mamlock ist auch Ernst, ein Freund von Rolf, angekommen, um für diesen Flugblätter abzugeben. Rolf wiederum sieht die Bloßstellung des Vaters von der Straße aus und eilt in sein Elternhaus. Spitzel, die vor seinem Haus warten, erkennen in ihm einen gesuchten Kommunisten. Ernst tauscht mit Rolf die Kleider und flieht an seiner Stelle aus dem Haus. Er wird für Rolf gehalten und verhaftet. Wenig später wird er während eines Verhörs durch den SA-Sturmbannführer aus dem Fenster geworfen und stirbt.
Ellen hat die Verhaftung Ernsts vom Fenster aus gesehen und glaubt, dass Rolf verhaftet wurde. Sie erleidet einen Herzinfarkt, und Rolf ruft in der Chirurgischen Klinik mit der Bitte um einen Krankenwagen an. Ein Krankenhausmitarbeiter glaubt, Rolf am Telefon erkannt zu haben, und Dr. Hellpach will ihn selbst in der Villa verhaften. Die Tür öffnet jedoch Dr. Inge Ruoff, die zur Erstbehandlung von Ellen eingetroffen ist und vorgibt, selbst den Notruf aus der Villa Mamlock angenommen zu haben und von Rolf nichts zu wissen. Kurze Zeit später hilft sie dem als Pfleger verkleideten Rolf beim Transport von Ellen zur Klinik zur Flucht.
Bankier Schneider wird für eine dringende Gallenoperation in die Chirurgische Klinik eingeliefert. Er besteht auf Mamlock als operierendem Arzt, und Dr. Hellpach gibt nach. Mamlock, der auf Raten von Frau und Sohn seine Sachen für die Flucht ins Ausland packt, darf wieder als Arzt praktizieren. Nicht zuletzt ist dafür ein Gesetz verantwortlich, das „an der Front bewährten“ Juden die Arbeit in öffentlichen Institutionen erlaubt. Mamlock wird in der Klinik von den meisten mit offenen Armen empfangen. Er glaubt, alles sei wie früher, soll jedoch kurz vor der Operation des Bankiers Schneider eine Liste von drei jüdischen Mitarbeitern unterzeichnen, die als Nicht-Frontsoldaten umgehend entlassen werden sollen. Aus Protest setzt er seinen Namen auch auf die Liste. Dr. Hellpach fertigt daraufhin ein Protokoll an, das unter anderem den Satz enthält, dass die Mitarbeiter des Krankenhauses eine weitere Arbeit mit Mamlock ablehnen. Widerstrebend unterzeichnen alle Anwesenden das Protokoll, darunter auch Dr. Werner Seidel und Dr. Fritz Carlsen. Nur Dr. Inge Ruoff verweigert sich. Mamlock wird mit dem Protokoll allein gelassen, das auch er unterschreiben soll. Er zerreißt das Protokoll und erschießt sich anschließend mit seiner aus dem Ersten Weltkrieg stammenden Pistole. Sterbend ermahnt er Dr. Ruoff, dass dies nur sein Weg des Widerstands sei. Sie solle einen anderen Weg wagen und dabei Rolf grüßen. Als Dr. Hellpach die Vorkommnisse in einem neuen Protokoll festhalten will, erklärt Ruoff, dass dies nicht nötig sei, da niemand diese Vorkommnisse vergessen werde.

## Produktion

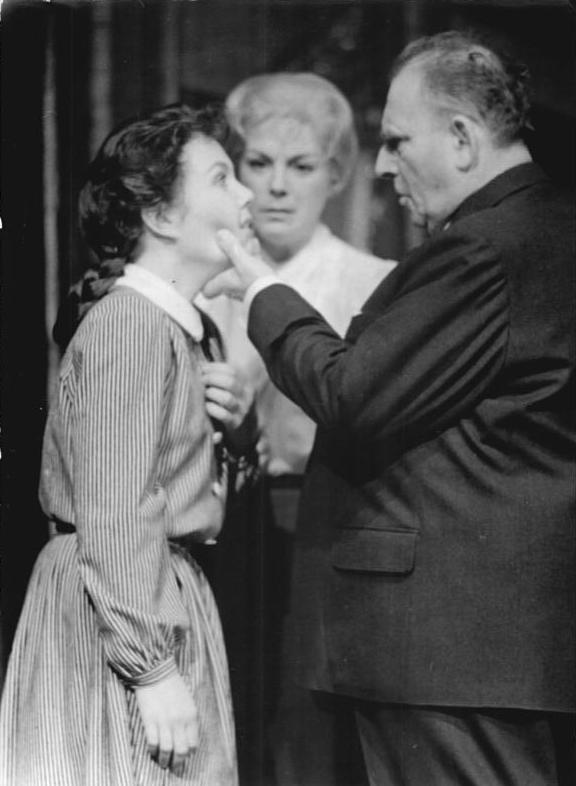
Ursula Burg (Mitte) und Wolfgang Heinz während der Aufführung von Professor Mamlock an den Berliner Kammerspielen 1959

Der Dramatiker Friedrich Wolf hatte das Stück Professor Mamlock 1933 im Exil in Frankreich verfasst. Bereits 1938 wurde es in der Sowjetunion durch Adolf Minkin und Herbert Rappaport verfilmt. Wolfs Sohn Konrad Wolf drehte die zweite Verfilmung von 1960 bis 1961. Wolf war zu dem Zeitpunkt in einer filmischen Sackgasse angelangt. Sein kritischer Gegenwartsfilm Sonnensucher war 1958 verboten worden und sein bis dahin letztes Werk Leute mit Flügeln 1960 bei Publikum und Kritik durchgefallen. Mit Professor Mamlock versuchte er nun, „Qualität und Strenge zu halten“. Kritiker schätzten den Film zudem als einen „Liebesbeweis gegenüber seinem Vater“ ein.
Die Hauptrolle des Professor Mamlock übernahm Wolfgang Heinz, der wegen seiner jüdischen Herkunft 1933 zunächst nach Österreich und später in die Schweiz geflohen war. Heinz hatte die Rolle des Professor Mamlock bereits 1959 bei einer Inszenierung an den Berliner Kammerspielen übernommen. An seiner Seite spielte dabei, wie auch in der Verfilmung, Ursula Burg als Ellen Mamlock. Kritiker werteten Heinz’ filmische Darstellung des Professor Mamlock als „seine wohl bedeutendste Leistung vor der Kamera“.
Professor Mamlock erlebte am 17. Mai 1961 im Berliner Colosseum seine Premiere und kam zwei Tage später in die Kinos der DDR; rund 940.000 Zuschauer besuchten den Film. Am 25. Januar 1963 lief er erstmals auf DFF 1 im Fernsehen der DDR und wurde am 22. Oktober 1971 im HR erstmals im bundesdeutschen Fernsehen gezeigt.
Neben der Filmmusik von Hans-Dieter Hosalla sind auch Ausschnitte aus dem letzten Satz von Ludwig van Beethovens 9. Sinfonie zu hören.
Für die Dramaturgie war Willi Brückner verantwortlich.

## Kritik
„Wolfs Version ist geprägt von bemerkenswerten darstellerischen Leistungen und einem nüchternen Realismus, der auf pathetische Effekte ganz verzichtet und die Atmosphäre jener Zeit überzeugend einfängt“, schrieb Dieter Krusche 1977.
Erika Richter befand, dass „die ausgeklügelte Kamerasprache […] dem Film etwas Angestrengtes [gab], es fehlte der Wind, der durch die Bilder wehte, alles wirkte wie ein längst abgeschlossenes, wenig persönliches Kapitel.“ Bernhard Wicki nannte den Film „zu gut fotografiert“.
Für den film-dienst war Professor Mamlock eine „sehenswerte Verfilmung des gleichnamigen Bühnenstücks […] Schauspielerisch beachtlich, in der Hauptrolle mit dem jüdischen Exilanten Wolfgang Heinz besetzt. Die expressive Kamera löst das Bühnengeschehen auf und trägt zu suggestiven Szenenfolgen bei.“
Cinema nannte Professor Mamlock einen beklemmenden Film und ein „aufwühlendes Porträt eines ‚Unpolitischen‘.“

## Auszeichnungen

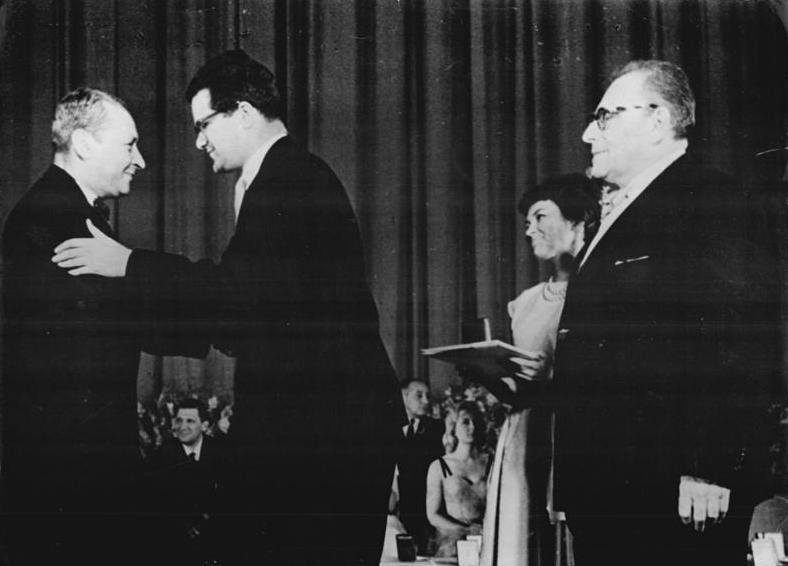
Konrad Wolf (Mitte) bei der Verleihung der Goldmedaille für Professor Mamlock auf dem Internationalen Filmfestival von Moskau 1961

Der Film wurde 1961 auf dem II. Internationalen Filmfestival von Moskau mit einer Goldmedaille ausgezeichnet und für den Großen Preis nominiert. Auf dem II. Internationalen Filmfestival in Neu-Delhi erhielt der Film 1961 die Silberne Lotosblume.